# Odynerus terryi
Odynerus terryi är en stekelart som beskrevs av Cockerell. Odynerus terryi ingår i släktet lergetingar, och familjen Eumenidae. Inga underarter finns listade i Catalogue of Life.